# Kampanula

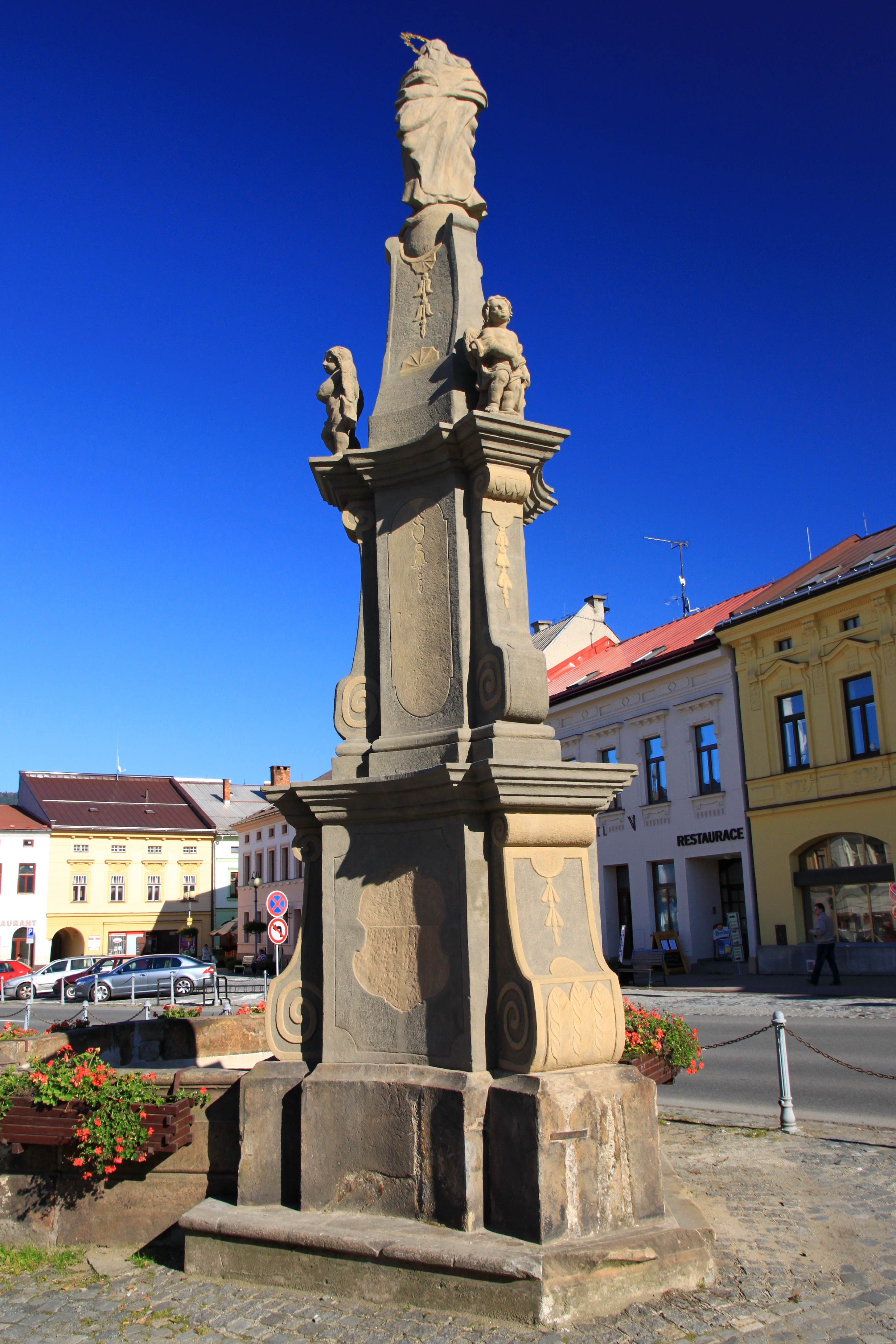
Fontanna na Rynku Mariackim w Jabłonkowie z wolutami ozdobionymi motywem kampanuli

Kampanula – motyw dekoracyjny złożony z kwiatów w kształcie dzwonka, zwróconych w dół. Najczęściej w formie zwisu złożonego z kwiatów o stopniowo zmniejszających się kielichach, przybiera też postać girlandy. Ornament występował we włoskim renesansie, bardzo popularny w barokowym i późnobarokowym wzornictwie francuskim. Charakterystyczny też dla okresu regencji, czasami w uproszczonej postaci w zdobnictwie neoklasycyzmu i empire. Stosowany w budownictwie, rzeźbie i snycerstwie.